# Steve Robinson
Steve Robinson est un boxeur gallois né le 13 décembre 1968 à Cardiff.

## Biographie
Passé professionnel en 1989, il remporte le titre vacant de champion du monde WBO le 17 avril 1993 après sa victoire aux points contre John Davison. Robinson conserve sa ceinture à six reprises puis s'incline au 8e round contre Naseem Hamed le 30 septembre 1995. Champion d'Europe EBU de la catégorie en 1999, il met un terme à sa carrière en 2002 sur un bilan de 32 victoires, 17 défaites et 2 matchs nuls.

## Référence
1. ↑  (en) 1993-04-17 Steve Robinson w pts 12 John Davison, Northumbria Leisure Centre, Washington, England - WBO (boxrec.com)